# لیافو
لیافو، روستایی از توابع بخش رحمت‌آباد و بلوکات شهرستان رودبار در استان گیلان ایران است.

## جمعیت
این روستا در دهستان بلوکات قرار دارد و براساس سرشماری مرکز آمار ایران در سال ۱۳۸۵، جمعیت آن  نفر (خانوار) بوده‌است.